# Майкова, Евгения Петровна
Евге́ния Петро́вна Ма́йкова (урождённая Гусятникова, 17 [29] декабря 1803 — 19 июня [1 июля] 1880) — русская писательница и поэтесса, хозяйка литературного салона, супруга живописца Николая Майкова, мать литераторов братьев Аполлона, Валериана, Владимира и Леонида Майковых.

## Биография
Родилась в многодетной семье купца-золотопромышленника Петра Михайловича Гусятникова от второго его брака. Детство и юность провела в Москве. Рано потеряв отца, была воспитана матерью лютеранкой прусского происхождения Натальей Ивановной. Получила хорошее домашнее воспитание. «Стройная красивая брюнетка, с продолговатым аристократическим лицом», юная Гусятникова была богатой невестой. 
30 июля 1820 года она вышла замуж за бедного отставного гусара Николая Аполлоновича Майкова (1794—1873). Венчание их было в Москве в Крестовоздвиженской церкви в бывшем Крестовоздвиженском монастыре. Супруги жили либо в Москве в доме Гусятниковых, либо в Подмосковье, в имение Майкова в сельце Никольском близ Троице-Сергиевой Лавры.
C 1834 года Майковы постоянно жили в Петербурге, где в 1830—1840-х годах в их доме был литературный салон. У них постоянно собирались писатели, музыканты и художники: И. А. Гончаров, В. Г. Бенедиктов, П. П. Ершов, И. С. Тургенев, Н. А. Некрасов и другие. В 1846 году с Майковыми познакомился Ф. М. Достоевский. На протяжении многих лет Евгения Петровна была центром художественно-творческого семейно-дружеского кружка. Активно участвовала в рукописных изданиях Майковых: в журнале «Подснежник» (1835, 1836, 1838) и альманахе «Лунные ночи» (1839). Обладая литературным даром, писала стихи и повести. За подписями «Е. М…. ва» и «Е. Подольская» в 1840—1850-х годах печаталась в журналах «Библиотеке для чтения» и «Семейном круге», в начале 1860-х годов в журнале «Подснежник».
По отзыву окружающих, Майкова была «отличная, умная, добрая женщина». «Такие женщины не часто встречаются», — писал ценивший ее литературные суждения И. Гончаров. С большим благоговением относился к Майковой В. Г. Бенедиктов и посвящал ей стихи. Умерла в июне 1880 года в Петербурге, была похоронена рядом с мужем на кладбище Воскресенского Новодевичьего монастыря.